# Nüziders
Nüziders is een gemeente in de Oostenrijkse deelstaat Vorarlberg, gelegen in het district Bludenz (BZ). De gemeente heeft ongeveer 4700 inwoners.

## Geografie
Nüziders heeft een oppervlakte van 22,09 km². Het ligt in het westen van het land.

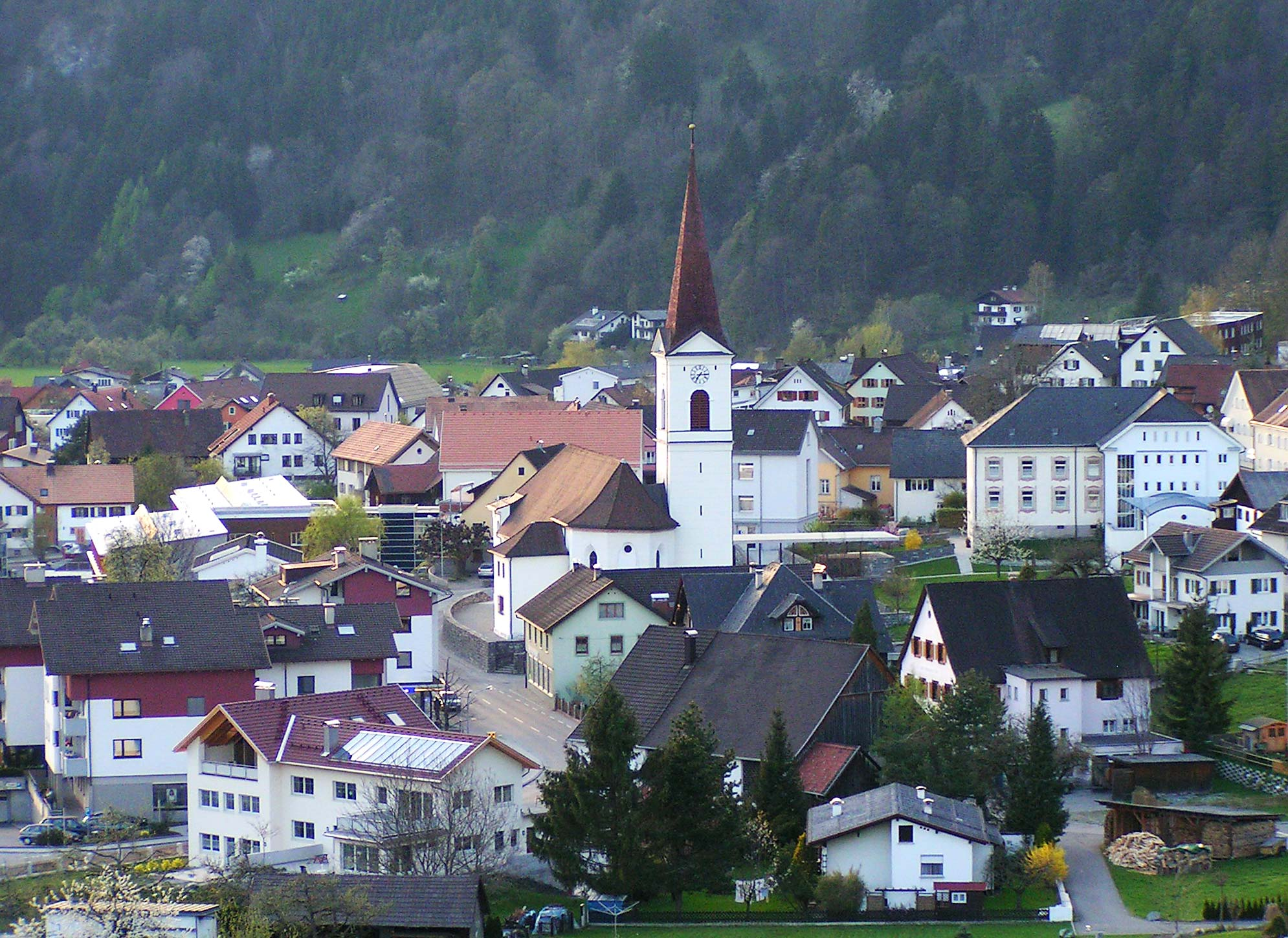
Nüziders

Bartholomäberg · Blons · Bludenz · Bludesch · Brand · Bürs · Bürserberg · Dalaas · Fontanella · Gaschurn · Innerbraz · Klösterle · Lech · Lorüns · Ludesch · Nenzing · Nüziders · Raggal · Sankt Anton im Montafon · Sankt Gallenkirch · Sankt Gerold · Schruns · Silbertal · Sonntag · Stallehr · Thüringen · Thüringerberg · Tschagguns · Vandans
- Gemeinsame Normdatei: 4042757-2
- Library of Congress Control Number: nr98033843
- Nationale Bibliotheek van Israël: 987007538054505171
- Virtual International Authority File: 145869455
- WorldCat: E39PBJycV9w6G7cXf9Jmg6Hgrq